# فهرست فرودگاه‌های ساسکاچوان
این مقاله شامل فهرست فرودگاه‌ها و بالگردگاه‌های ساسکاچوان در کشور کانادا است.

## فهرست فرودگاه‌ها و بالگردگاه‌ها
| مکان                 | نام فرودگاه                                                                 | ایکائو | TC موقعیت‌یاب | یاتا | مختصات                                                          |
| -------------------- | --------------------------------------------------------------------------- | ------ | ------------ | ---- | --------------------------------------------------------------- |
| Arborfield           | فرودگاه اربورفیلد                                                           |        | CJM6         |      | ۵۳°۰۶′۲۸″ شمالی ۱۰۳°۳۹′۰۲″ غربی / ۵۳٫۱۰۷۷۸°شمالی ۱۰۳٫۶۵۰۵۶°غربی |
| Arcola               | فرودگاه آرکولا                                                              |        | CJA7         |      | ۴۹°۳۸′۰۰″ شمالی ۱۰۲°۲۹′۰۰″ غربی / ۴۹٫۶۳۳۳۳°شمالی ۱۰۲٫۴۸۳۳۳°غربی |
| Assiniboia           | فرودگاه اسینیبویا                                                           |        | CJN4         |      | ۴۹°۴۴′۰۵″ شمالی ۱۰۵°۵۶′۴۹″ غربی / ۴۹٫۷۳۴۷۲°شمالی ۱۰۵٫۹۴۶۹۴°غربی |
| Axe Lake             | فرودگاه اکس لیک                                                             |        | CAX2         |      | ۵۷°۱۶′۰۹″ شمالی ۱۰۹°۵۰′۵۱″ غربی / ۵۷٫۲۶۹۱۷°شمالی ۱۰۹٫۸۴۷۵۰°غربی |
| Beauval              | فرودگاه بیووال                                                              |        | CJK3         |      | ۵۵°۰۶′۳۷″ شمالی ۱۰۷°۴۲′۵۹″ غربی / ۵۵٫۱۱۰۲۸°شمالی ۱۰۷٫۷۱۶۳۹°غربی |
| Beechy               | فرودگاه بیچ                                                                 |        | CJH7         |      | ۵۰°۵۰′۰۰″ شمالی ۱۰۷°۲۲′۲۰″ غربی / ۵۰٫۸۳۳۳۳°شمالی ۱۰۷٫۳۷۲۲۲°غربی |
| Big River            | فرودگاه بیگ ریور                                                            |        | CKX8         |      | ۵۳°۵۰′۱۰″ شمالی ۱۰۷°۰۰′۳۴″ غربی / ۵۳٫۸۳۶۱۱°شمالی ۱۰۷٫۰۰۹۴۴°غربی |
| Biggar               | فرودگاه بیگار                                                               |        | CJF8         |      | ۵۲°۰۳′۰۴″ شمالی ۱۰۷°۵۹′۱۸″ غربی / ۵۲٫۰۵۱۱۱°شمالی ۱۰۷٫۹۸۸۳۳°غربی |
| Birch Hills          | فرودگاه بیرچ هیل                                                            |        | CJD3         |      | ۵۲°۵۹′۲۷″ شمالی ۱۰۵°۲۶′۴۱″ غربی / ۵۲٫۹۹۰۸۳°شمالی ۱۰۵٫۴۴۴۷۲°غربی |
| Briercrest           | فرودگاه بریرکرست سوته                                                       |        | CBS7         |      | ۵۰°۰۳′۵۹″ شمالی ۱۰۵°۱۸′۰۲″ غربی / ۵۰٫۰۶۶۳۹°شمالی ۱۰۵٫۳۰۰۵۶°غربی |
| Buffalo Narrows      | فرودگاه بوفالو ناروز                                                        | CYVT   |              | YVT  | ۵۵°۵۰′۳۱″ شمالی ۱۰۸°۲۵′۰۳″ غربی / ۵۵٫۸۴۱۹۴°شمالی ۱۰۸٫۴۱۷۵۰°غربی |
| Buffalo Narrows      | فرودگاه آبی بافلوو ناروز                                                    |        | CJB7         |      | ۵۵°۵۱′۰۰″ شمالی ۱۰۸°۲۹′۰۰″ غربی / ۵۵٫۸۵۰۰۰°شمالی ۱۰۸٫۴۸۳۳۳°غربی |
| Cabri                | فرودگاه کبری                                                                |        | CJJ5         |      | ۵۰°۳۷′۱۰″ شمالی ۱۰۸°۲۷′۵۸″ غربی / ۵۰٫۶۱۹۴۴°شمالی ۱۰۸٫۴۶۶۱۱°غربی |
| Camp Grayling        | فرودگاه آبی دریاچه بلک                                                      |        | CJZ6         |      | ۵۹°۰۹′۰۰″ شمالی ۱۰۵°۳۳′۰۰″ غربی / ۵۹٫۱۵۰۰۰°شمالی ۱۰۵٫۵۵۰۰۰°غربی |
| Camsell Portage      | فرودگاه کمسل پرتیج                                                          |        | CJP6         |      | ۵۹°۳۶′۳۶″ شمالی ۱۰۹°۱۶′۰۱″ غربی / ۵۹٫۶۱۰۰۰°شمالی ۱۰۹٫۲۶۶۹۴°غربی |
| Candle Lake          | محله هوایی کندل لیک                                                         |        | CCL2         |      | ۵۳°۴۶′۰۶″ شمالی ۱۰۵°۱۸′۲۸″ غربی / ۵۳٫۷۶۸۳۳°شمالی ۱۰۵٫۳۰۷۷۸°غربی |
| Canora               | Canora Airport                                                              |        | CJR7         |      | ۵۱°۳۷′۴۴″ شمالی ۱۰۲°۲۷′۰۰″ غربی / ۵۱٫۶۲۸۸۹°شمالی ۱۰۲٫۴۵۰۰۰°غربی |
| Carlyle              | فرودگاه کارلایل                                                             |        | CJQ3         |      | ۴۹°۳۸′۳۸″ شمالی ۱۰۲°۱۷′۰۹″ غربی / ۴۹٫۶۴۳۸۹°شمالی ۱۰۲٫۲۸۵۸۳°غربی |
| Central Butte        | فرودگاه سنترال بیوت                                                         |        | CJC4         |      | ۵۰°۴۸′۰۵″ شمالی ۱۰۶°۲۹′۱۸″ غربی / ۵۰٫۸۰۱۳۹°شمالی ۱۰۶٫۴۸۸۳۳°غربی |
| Charlot River        | فرودگاه شارلوت ریور                                                         |        | CJP9         |      | ۵۹°۳۶′۰۶″ شمالی ۱۰۹°۰۸′۱۵″ غربی / ۵۹٫۶۰۱۶۷°شمالی ۱۰۹٫۱۳۷۵۰°غربی |
| Churchbridge         | فرودگاه چورچبریدگ                                                           |        | CKV6         |      | ۵۱°۰۱′۰۰″ شمالی ۱۰۱°۴۹′۰۰″ غربی / ۵۱٫۰۱۶۶۷°شمالی ۱۰۱٫۸۱۶۶۷°غربی |
| Cigar Lake           | فرودگاه سیگار لیک                                                           |        | CJW7         |      | ۵۸°۰۳′۱۱″ شمالی ۱۰۴°۲۹′۰۴″ غربی / ۵۸٫۰۵۳۰۶°شمالی ۱۰۴٫۴۸۴۴۴°غربی |
| Cluff Lake           | فرودگاه کلاف لیک                                                            |        | CJS3         |      | ۵۸°۲۳′۲۹″ شمالی ۱۰۹°۳۰′۵۹″ غربی / ۵۸٫۳۹۱۳۹°شمالی ۱۰۹٫۵۱۶۳۹°غربی |
| Collins Bay          | فرودگاه کالینز بی                                                           | CYKC   |              |      | ۵۸°۱۴′۱۰″ شمالی ۱۰۳°۴۰′۴۰″ غربی / ۵۸٫۲۳۶۱۱°شمالی ۱۰۳٫۶۷۷۷۸°غربی |
| Coronach             | فرودگاه مرزی کوروناچ/اسکوبی                                                 |        | CKK3         |      | ۴۹°۰۰′۰۰″ شمالی ۱۰۵°۲۳′۵۶″ غربی / ۴۹٫۰۰۰۰۰°شمالی ۱۰۵٫۳۹۸۸۹°غربی |
| Craik                | فرودگاه کرایک                                                               |        | CJC2         |      | ۵۱°۰۳′۲۲″ شمالی ۱۰۵°۵۰′۱۸″ غربی / ۵۱٫۰۵۶۱۱°شمالی ۱۰۵٫۸۳۸۳۳°غربی |
| Cree Lake            | فرودگاه کری لیک (کریستال لودج)                                              |        | CKS8         |      | ۵۷°۲۷′۵۱″ شمالی ۱۰۶°۴۴′۵۴″ غربی / ۵۷٫۴۶۴۱۷°شمالی ۱۰۶٫۷۴۸۳۳°غربی |
| Cudworth             | فرودگاه شهری کادوورث                                                        |        | CJD2         |      | ۵۲°۲۹′۰۰″ شمالی ۱۰۵°۴۳′۰۲″ غربی / ۵۲٫۴۸۳۳۳°شمالی ۱۰۵٫۷۱۷۲۲°غربی |
| Cumberland House     | فرودگاه کامبرلند هاوزیز                                                     |        | CJT4         |      | ۵۳°۵۷′۲۲″ شمالی ۱۰۲°۱۷′۵۴″ غربی / ۵۳٫۹۵۶۱۱°شمالی ۱۰۲٫۲۹۸۳۳°غربی |
| Cupar                | Loon Creek Airfield                                                         |        | CLC4         |      | ۵۰°۵۰′۴۴″ شمالی ۱۰۴°۱۹′۲۵″ غربی / ۵۰٫۸۴۵۵۶°شمالی ۱۰۴٫۳۲۳۶۱°غربی |
| Cut Knife            | فرودگاه کات نایف                                                            |        | CKU4         |      | ۵۲°۴۴′۰۰″ شمالی ۱۰۹°۰۱′۰۰″ غربی / ۵۲٫۷۳۳۳۳°شمالی ۱۰۹٫۰۱۶۶۷°غربی |
| Davidson             | فرودگاه شهریدیویدسن                                                         |        | CJC3         |      | ۵۱°۱۴′۵۲″ شمالی ۱۰۵°۵۸′۳۵″ غربی / ۵۱٫۲۴۷۷۸°شمالی ۱۰۵٫۹۷۶۳۹°غربی |
| Davin Lake           | فرودگاه داوین لیک                                                           |        | CKW6         |      | ۵۶°۵۳′۰۰″ شمالی ۱۰۳°۳۵′۰۰″ غربی / ۵۶٫۸۸۳۳۳°شمالی ۱۰۳٫۵۸۳۳۳°غربی |
| Debden               | فرودگاه دبدن                                                                |        | CKH3         |      | ۵۳°۳۱′۵۵″ شمالی ۱۰۶°۵۳′۰۲″ غربی / ۵۳٫۵۳۱۹۴°شمالی ۱۰۶٫۸۸۳۸۹°غربی |
| Dinsmore             | فرودگاه داینسمور                                                            |        | CKX5         |      | ۵۱°۱۹′۵۰″ شمالی ۱۰۷°۲۶′۱۵″ غربی / ۵۱٫۳۳۰۵۶°شمالی ۱۰۷٫۴۳۷۵۰°غربی |
| Dore Lake            | فرودگاه دور لیک                                                             |        | CJE2         |      | ۵۴°۳۷′۰۰″ شمالی ۱۰۷°۲۳′۰۰″ غربی / ۵۴٫۶۱۶۶۷°شمالی ۱۰۷٫۳۸۳۳۳°غربی |
| Eastend              | فرودگاه ایست‌اند                                                             |        | CKK5         |      | ۴۹°۳۳′۰۰″ شمالی ۱۰۸°۴۸′۰۰″ غربی / ۴۹٫۵۵۰۰۰°شمالی ۱۰۸٫۸۰۰۰۰°غربی |
| Eatonia              | فرودگاه شهری اتونیا                                                         |        | CJG2         |      | ۵۱°۱۳′۰۸″ شمالی ۱۰۹°۲۳′۳۳″ غربی / ۵۱٫۲۱۸۸۹°شمالی ۱۰۹٫۳۹۲۵۰°غربی |
| Edam                 | فرودگاه ایدام                                                               |        | CJU7         |      | ۵۳°۱۱′۰۶″ شمالی ۱۰۸°۴۷′۲۱″ غربی / ۵۳٫۱۸۵۰۰°شمالی ۱۰۸٫۷۸۹۱۷°غربی |
| Esterhazy            | فرودگاه استرهیزی                                                            |        | CJK4         |      | ۵۰°۳۸′۳۴″ شمالی ۱۰۲°۰۶′۰۱″ غربی / ۵۰٫۶۴۲۷۸°شمالی ۱۰۲٫۱۰۰۲۸°غربی |
| Estevan              | فرودگاه استوان                                                              |        | CKK4         |      | ۴۹°۰۲′۲۰″ شمالی ۱۰۲°۵۸′۳۴″ غربی / ۴۹٫۰۳۸۸۹°شمالی ۱۰۲٫۹۷۶۱۱°غربی |
| Estevan              | فرودگاه محلی استوان                                                         | CYEN   |              | YEN  | ۴۹°۱۲′۳۷″ شمالی ۱۰۲°۵۷′۵۷″ غربی / ۴۹٫۲۱۰۲۸°شمالی ۱۰۲٫۹۶۵۸۳°غربی |
| Estevan              | فرودگاه استوان (آسمان آبی)                                                  | CBS2   |              |      | ۴۹°۱۷′۳۸″ شمالی ۱۰۳°۰۱′۱۱″ غربی / ۴۹٫۲۹۳۸۹°شمالی ۱۰۳٫۰۱۹۷۲°غربی |
| Eston                | فرودگاه استون                                                               |        | CJR4         |      | ۵۱°۰۸′۳۹″ شمالی ۱۰۸°۴۵′۴۶″ غربی / ۵۱٫۱۴۴۱۷°شمالی ۱۰۸٫۷۶۲۷۸°غربی |
| Fillmore             | فرودگاه فیلمور                                                              |        | CKN5         |      | ۴۹°۵۲′۰۸″ شمالی ۱۰۳°۲۶′۴۳″ غربی / ۴۹٫۸۶۸۸۹°شمالی ۱۰۳٫۴۴۵۲۸°غربی |
| Fond-du-Lac          | فرودگاه فوند-دو-لاک                                                         | CZFD   |              | ZFD  | ۵۹°۲۰′۰۴″ شمالی ۱۰۷°۱۰′۵۵″ غربی / ۵۹٫۳۳۴۴۴°شمالی ۱۰۷٫۱۸۱۹۴°غربی |
| Frontier             | فرودگاه فرانتیر                                                             |        | CJM5         |      | ۴۹°۱۰′۰۰″ شمالی ۱۰۸°۳۴′۰۰″ غربی / ۴۹٫۱۶۶۶۷°شمالی ۱۰۸٫۵۶۶۶۷°غربی |
| Glaslyn              | فرودگاه گلاسلین                                                             |        | CJE5         |      | ۵۳°۲۲′۳۸″ شمالی ۱۰۸°۲۰′۳۲″ غربی / ۵۳٫۳۷۷۲۲°شمالی ۱۰۸٫۳۴۲۲۲°غربی |
| Goodsoil             | فرودگاه گودسیل                                                              |        | CKF4         |      | ۵۴°۲۵′۰۰″ شمالی ۱۰۹°۱۴′۰۰″ غربی / ۵۴٫۴۱۶۶۷°شمالی ۱۰۹٫۲۳۳۳۳°غربی |
| Gravelbourg          | گراولبورگ فرودگاه                                                           |        | CJM4         |      | ۴۹°۵۲′۰۰″ شمالی ۱۰۶°۳۴′۰۰″ غربی / ۴۹٫۸۶۶۶۷°شمالی ۱۰۶٫۵۶۶۶۷°غربی |
| Grenfell             | فرودگاه گرنفل                                                               |        | CKU6         |      | ۵۰°۲۵′۰۹″ شمالی ۱۰۲°۵۶′۰۷″ غربی / ۵۰٫۴۱۹۱۷°شمالی ۱۰۲٫۹۳۵۲۸°غربی |
| Gull Lake            | فرودگاه دریاچه گال                                                          |        | CJK5         |      | ۵۰°۰۳′۲۸″ شمالی ۱۰۸°۲۹′۲۴″ غربی / ۵۰٫۰۵۷۷۸°شمالی ۱۰۸٫۴۹۰۰۰°غربی |
| Hafford              | فرودگاه هافورد                                                              |        | CJC6         |      | ۵۲°۴۳′۵۶″ شمالی ۱۰۷°۲۲′۲۷″ غربی / ۵۲٫۷۳۲۲۲°شمالی ۱۰۷٫۳۷۴۱۷°غربی |
| Hague                | فرودگاه صحرایی لاهه/گولیکر                                                  |        | CGF3         |      | ۵۲°۴۳′۵۶″ شمالی ۱۰۷°۲۲′۲۷″ غربی / ۵۲٫۷۳۲۲۲°شمالی ۱۰۷٫۳۷۴۱۷°غربی |
| Hanley               | فرودگاه هانلی                                                               |        | CKJ4         |      | ۵۱°۳۷′۲۷″ شمالی ۱۰۶°۲۶′۳۲″ غربی / ۵۱٫۶۲۴۱۷°شمالی ۱۰۶٫۴۴۲۲۲°غربی |
| Hatchet Lake         | فرودگاه دریاچه هچیت                                                         |        | CJL2         |      | ۵۸°۳۹′۴۵″ شمالی ۱۰۳°۳۲′۱۸″ غربی / ۵۸٫۶۶۲۵۰°شمالی ۱۰۳٫۵۳۸۳۳°غربی |
| Hatchet Lake         | فرودگاه آبی دریاچه هچیت                                                     |        | CJX8         |      | ۵۸°۳۸′۰۰″ شمالی ۱۰۳°۳۵′۰۰″ غربی / ۵۸٫۶۳۳۳۳°شمالی ۱۰۳٫۵۸۳۳۳°غربی |
| Hudson Bay           | فرودگاه خلیج هودسن                                                          | CYHB   |              | YHB  | ۵۲°۴۹′۰۰″ شمالی ۱۰۲°۱۸′۴۱″ غربی / ۵۲٫۸۱۶۶۷°شمالی ۱۰۲٫۳۱۱۳۹°غربی |
| Humboldt             | فرودگاه هومبولت                                                             |        | CJU4         |      | ۵۲°۱۰′۳۴″ شمالی ۱۰۵°۰۷′۳۶″ غربی / ۵۲٫۱۷۶۱۱°شمالی ۱۰۵٫۱۲۶۶۷°غربی |
| Île-à-la-Crosse      | فرودگاه ایل-ا-لا-کرس                                                        |        | CJF3         |      | ۵۵°۲۹′۲۳″ شمالی ۱۰۷°۵۵′۴۸″ غربی / ۵۵٫۴۸۹۷۲°شمالی ۱۰۷٫۹۳۰۰۰°غربی |
| Imperial             | فرودگاه ایمپریال                                                            |        | CKU5         |      | ۵۱°۲۱′۰۰″ شمالی ۱۰۵°۲۴′۰۰″ غربی / ۵۱٫۳۵۰۰۰°شمالی ۱۰۵٫۴۰۰۰۰°غربی |
| Ituna                | فرودگاه ایتونا                                                              |        | CJM2         |      | ۵۱°۰۸′۴۶″ شمالی ۱۰۳°۲۵′۳۴″ غربی / ۵۱٫۱۴۶۱۱°شمالی ۱۰۳٫۴۲۶۱۱°غربی |
| Jan Lake             | فرودگاه جان لیک                                                             |        | CKM4         |      | ۵۴°۴۹′۵۱″ شمالی ۱۰۲°۴۷′۱۹″ غربی / ۵۴٫۸۳۰۸۳°شمالی ۱۰۲٫۷۸۸۶۱°غربی |
| Kamsack              | فرودگاه کامساک                                                              |        | CJN2         |      | ۵۱°۳۳′۳۵″ شمالی ۱۰۱°۵۲′۴۴″ غربی / ۵۱٫۵۵۹۷۲°شمالی ۱۰۱٫۸۷۸۸۹°غربی |
| Kelvington           | فرودگاه کلوینگتون                                                           |        | CKV2         |      | ۵۲°۰۸′۰۰″ شمالی ۱۰۳°۳۲′۰۵″ غربی / ۵۲٫۱۳۳۳۳°شمالی ۱۰۳٫۵۳۴۷۲°غربی |
| Kerrobert            | فرودگاه کروبرت                                                              |        | CJP2         |      | ۵۱°۵۵′۳۷″ شمالی ۱۰۹°۰۷′۴۶″ غربی / ۵۱٫۹۲۶۹۴°شمالی ۱۰۹٫۱۲۹۴۴°غربی |
| Key Lake             | فرودگاه کی‌لیک                                                               | CYKJ   |              | YKJ  | ۵۷°۱۵′۲۳″ شمالی ۱۰۵°۳۷′۰۳″ غربی / ۵۷٫۲۵۶۳۹°شمالی ۱۰۵٫۶۱۷۵۰°غربی |
| Kindersley           | فرودگاه محلی کیندرزلی                                                       | CYKY   |              | YKY  | ۵۱°۳۰′۵۵″ شمالی ۱۰۹°۱۰′۵۰″ غربی / ۵۱٫۵۱۵۲۸°شمالی ۱۰۹٫۱۸۰۵۶°غربی |
| Kipling              | فرودگاه کیپ‌لینگ                                                             |        | CKD5         |      | ۵۰°۰۵′۵۷″ شمالی ۱۰۲°۳۶′۲۴″ غربی / ۵۰٫۰۹۹۱۷°شمالی ۱۰۲٫۶۰۶۶۷°غربی |
| Kyle                 | فرودگاه کایل                                                                |        | CJB8         |      | ۵۰°۵۰′۰۰″ شمالی ۱۰۸°۰۴′۱۲″ غربی / ۵۰٫۸۳۳۳۳°شمالی ۱۰۸٫۰۷۰۰۰°غربی |
| La Loche             | فرودگاه لا لوچ                                                              |        | CJL4         |      | ۵۶°۲۸′۲۴″ شمالی ۱۰۹°۲۴′۱۳″ غربی / ۵۶٫۴۷۳۳۳°شمالی ۱۰۹٫۴۰۳۶۱°غربی |
| La Loche             | فرودگاه آبی لا لوچ                                                          |        | CJY9         |      | ۵۶°۲۹′۰۰″ شمالی ۱۰۹°۲۵′۰۰″ غربی / ۵۶٫۴۸۳۳۳°شمالی ۱۰۹٫۴۱۶۶۷°غربی |
| La Ronge             | فرودگاه لا رونژ                                                             | CYVC   |              | YVC  | ۵۵°۰۹′۰۵″ شمالی ۱۰۵°۱۵′۴۳″ غربی / ۵۵٫۱۵۱۳۹°شمالی ۱۰۵٫۲۶۱۹۴°غربی |
| La Ronge             | La Ronge Heliport                                                           |        | CJX3         |      | ۵۵°۰۶′۵۳″ شمالی ۱۰۵°۱۷′۴۳″ غربی / ۵۵٫۱۱۴۷۲°شمالی ۱۰۵٫۲۹۵۲۸°غربی |
| La Ronge             | فرودگاه آبی لا رونژ                                                         |        | CJZ9         |      | ۵۵°۰۶′۰۰″ شمالی ۱۰۵°۱۷′۰۰″ غربی / ۵۵٫۱۰۰۰۰°شمالی ۱۰۵٫۲۸۳۳۳°غربی |
| Lampman              | فرودگاه لامپمان                                                             |        | CJQ2         |      | ۴۹°۲۲′۰۰″ شمالی ۱۰۲°۴۶′۰۰″ غربی / ۴۹٫۳۶۶۶۷°شمالی ۱۰۲٫۷۶۶۶۷°غربی |
| Lanigan              | فرودگاه لانیگان                                                             |        | CKC6         |      | ۵۱°۵۰′۴۳″ شمالی ۱۰۴°۵۹′۳۲″ غربی / ۵۱٫۸۴۵۲۸°شمالی ۱۰۴٫۹۹۲۲۲°غربی |
| Leader               | فرودگاه لیدر                                                                |        | CJD5         |      | ۵۰°۵۲′۳۸″ شمالی ۱۰۹°۳۰′۰۲″ غربی / ۵۰٫۸۷۷۲۲°شمالی ۱۰۹٫۵۰۰۵۶°غربی |
| Leask                | فرودگاه لیسک                                                                |        | CJH8         |      | ۵۳°۰۱′۰۰″ شمالی ۱۰۶°۴۵′۰۰″ غربی / ۵۳٫۰۱۶۶۷°شمالی ۱۰۶٫۷۵۰۰۰°غربی |
| Lemberg              | فرودگاه لمبرگ                                                               |        | CKJ9         |      | ۵۰°۴۲′۳۲″ شمالی ۱۰۳°۱۱′۴۸″ غربی / ۵۰٫۷۰۸۸۹°شمالی ۱۰۳٫۱۹۶۶۷°غربی |
| Leoville             | فرودگاه لئوویله                                                             |        | CJT9         |      | ۵۳°۳۷′۱۴″ شمالی ۱۰۷°۳۶′۳۴″ غربی / ۵۳٫۶۲۰۵۶°شمالی ۱۰۷٫۶۰۹۴۴°غربی |
| Lewvan               | فرودگاه لیوان (فار ایر)                                                     |        | CLW2         |      | ۴۹°۵۹′۰۶″ شمالی ۱۰۴°۰۶′۵۴″ غربی / ۴۹٫۹۸۵۰۰°شمالی ۱۰۴٫۱۱۵۰۰°غربی |
| Little Bear Lake     | فرودگاه دریاچه خرس کوچک                                                     |        | CKL6         |      | ۵۴°۱۷′۳۱″ شمالی ۱۰۴°۴۰′۱۷″ غربی / ۵۴٫۲۹۱۹۴°شمالی ۱۰۴٫۶۷۱۳۹°غربی |
| Loon Lake            | فرودگاه دریاچه لوون                                                         |        | CJW3         |      | ۵۴°۰۱′۰۶″ شمالی ۱۰۹°۰۸′۰۷″ غربی / ۵۴٫۰۱۸۳۳°شمالی ۱۰۹٫۱۳۵۲۸°غربی |
| Lucky Lake           | فرودگاه دریاچه لاکی                                                         |        | CKQ5         |      | ۵۰°۵۹′۳۹″ شمالی ۱۰۷°۰۷′۵۳″ غربی / ۵۰٫۹۹۴۱۷°شمالی ۱۰۷٫۱۳۱۳۹°غربی |
| Lumsden              | فرودگاه لومزدن (کلن)                                                        |        | CKH8         |      | ۵۰°۴۰′۰۳″ شمالی ۱۰۴°۴۷′۲۲″ غربی / ۵۰٫۶۶۷۵۰°شمالی ۱۰۴٫۷۸۹۴۴°غربی |
| Lumsden              | فرودگاه لومزدن (دیزلی)                                                      |        | CDS2         |      | ۵۰°۳۸′۱۴″ شمالی ۱۰۵°۰۲′۰۷″ غربی / ۵۰٫۶۳۷۲۲°شمالی ۱۰۵٫۰۳۵۲۸°غربی |
| Luseland             | فرودگاه لوزلند                                                              |        | CJR2         |      | ۵۲°۰۴′۱۲″ شمالی ۱۰۹°۲۲′۲۸″ غربی / ۵۲٫۰۷۰۰۰°شمالی ۱۰۹٫۳۷۴۴۴°غربی |
| Macklin              | فرودگاه مکلین                                                               |        | CJJ8         |      | ۵۲°۲۰′۳۴″ شمالی ۱۰۹°۵۵′۰۸″ غربی / ۵۲٫۳۴۲۷۸°شمالی ۱۰۹٫۹۱۸۸۹°غربی |
| Maidstone            | فرودگاه میدستون                                                             |        | CJH3         |      | ۵۳°۰۵′۴۰″ شمالی ۱۰۹°۱۹′۳۱″ غربی / ۵۳٫۰۹۴۴۴°شمالی ۱۰۹٫۳۲۵۲۸°غربی |
| Malcolm Island       | فرودگاه جزیره مالکوم                                                        |        | CJS2         |      | ۵۶°۵۶′۵۸″ شمالی ۱۰۲°۱۴′۲۱″ غربی / ۵۶٫۹۴۹۴۴°شمالی ۱۰۲٫۲۳۹۱۷°غربی |
| Maple Creek          | فرودگاه میپل کریک                                                           |        | CJQ4         |      | ۴۹°۵۳′۴۵″ شمالی ۱۰۹°۲۸′۳۰″ غربی / ۴۹٫۸۹۵۸۳°شمالی ۱۰۹٫۴۷۵۰۰°غربی |
| McArthur River       | فرودگاه مک‌آرتور ریور                                                        |        | CKQ8         |      | ۵۷°۴۶′۰۳″ شمالی ۱۰۵°۰۱′۲۷″ غربی / ۵۷٫۷۶۷۵۰°شمالی ۱۰۵٫۰۲۴۱۷°غربی |
| Martensville         | فرودگاه سسکتون/ریچتر                                                        |        | CRF5         |      | ۵۲°۱۶′۴۹″ شمالی ۱۰۶°۴۱′۰۲″ غربی / ۵۲٫۲۸۰۲۸°شمالی ۱۰۶٫۶۸۳۸۹°غربی |
| Meadow Lake          | فرودگاه میدو (ساسکتچوان)                                                    | CYLJ   |              | YLJ  | ۵۴°۰۷′۳۱″ شمالی ۱۰۸°۳۱′۲۲″ غربی / ۵۴٫۱۲۵۲۸°شمالی ۱۰۸٫۵۲۲۷۸°غربی |
| Melfort              | پایگاه هوایی ملفورت                                                         |        | CJZ3         |      | ۵۲°۵۱′۵۲″ شمالی ۱۰۴°۴۲′۰۳″ غربی / ۵۲٫۸۶۴۴۴°شمالی ۱۰۴٫۷۰۰۸۳°غربی |
| Melville             | فرودگاه شهری ملویل                                                          |        | CJV9         |      | ۵۰°۵۶′۲۹″ شمالی ۱۰۲°۴۴′۱۶″ غربی / ۵۰٫۹۴۱۳۹°شمالی ۱۰۲٫۷۳۷۷۸°غربی |
| Missinipe            | فرودگاه دریاچه لیک                                                          |        | CJV4         |      | ۵۵°۳۴′۵۲″ شمالی ۱۰۴°۴۷′۰۶″ غربی / ۵۵٫۵۸۱۱۱°شمالی ۱۰۴٫۷۸۵۰۰°غربی |
| موس جاو              | سی‌اف‌بی موس جو (Moose Jaw/Air Vice Marshal C.M. McEwen Airport)              | CYMJ   |              | YMJ  | ۵۰°۱۹′۴۹″ شمالی ۱۰۵°۳۳′۳۳″ غربی / ۵۰٫۳۳۰۲۸°شمالی ۱۰۵٫۵۵۹۱۷°غربی |
| موس جاو              | فرودگاه شهری موس جاو                                                        |        | CJS4         |      | ۵۰°۲۶′۰۳″ شمالی ۱۰۵°۲۳′۱۲″ غربی / ۵۰٫۴۳۴۱۷°شمالی ۱۰۵٫۳۸۶۶۷°غربی |
| Moosomin             | فرودگاه موسومین                                                             |        | CJB5         |      | ۵۰°۱۰′۰۷″ شمالی ۱۰۱°۳۸′۳۹″ غربی / ۵۰٫۱۶۸۶۱°شمالی ۱۰۱٫۶۴۴۱۷°غربی |
| Neilburg             | فرودگاه نیلبورگ                                                             |        | CJV2         |      | ۵۲°۴۹′۵۳″ شمالی ۱۰۹°۳۸′۲۵″ غربی / ۵۲٫۸۳۱۳۹°شمالی ۱۰۹٫۶۴۰۲۸°غربی |
| Nekweaga Bay         | فرودگاه نکواگا بی                                                           |        | CKN8         |      | ۵۷°۴۴′۳۳″ شمالی ۱۰۳°۵۶′۴۱″ غربی / ۵۷٫۷۴۲۵۰°شمالی ۱۰۳٫۹۴۴۷۲°غربی |
| Nipawin              | فرودگاه نیپاوین                                                             | CYBU   |              | YBU  | ۵۳°۱۹′۵۸″ شمالی ۱۰۴°۰۰′۳۲″ غربی / ۵۳٫۳۳۲۷۸°شمالی ۱۰۴٫۰۰۸۸۹°غربی |
| Nipawin              | فرودگاه آبی نیپاوین                                                         |        | CKU3         |      | ۵۳°۲۴′۰۰″ شمالی ۱۰۴°۰۱′۰۰″ غربی / ۵۳٫۴۰۰۰۰°شمالی ۱۰۴٫۰۱۶۶۷°غربی |
| North Battleford     | فرودگاه نورث بتلفورد (کامرون مکینتاش)                                       | CYQW   |              | YQW  | ۵۲°۴۶′۰۹″ شمالی ۱۰۸°۱۴′۳۷″ غربی / ۵۲٫۷۶۹۱۷°شمالی ۱۰۸٫۲۴۳۶۱°غربی |
| Odessa               | پایگاه هوایی اودسا/استراوبری لیکز                                           |        | CSL7         |      | ۵۰°۲۱′۴۹″ شمالی ۱۰۳°۴۴′۳۰″ غربی / ۵۰٫۳۶۳۶۱°شمالی ۱۰۳٫۷۴۱۶۷°غربی |
| Otter Lake           | پایگاه هوایی آب‌نشین دریاچه اوتر                                             |        | CKB4         |      | ۵۵°۳۶′۰۰″ شمالی ۱۰۴°۴۶′۰۰″ غربی / ۵۵٫۶۰۰۰۰°شمالی ۱۰۴٫۷۶۶۶۷°غربی |
| Outlook              | فرودگاه آوتلوک                                                              |        | CKR9         |      | ۵۱°۲۸′۵۷″ شمالی ۱۰۷°۰۲′۱۲″ غربی / ۵۱٫۴۸۲۵۰°شمالی ۱۰۷٫۰۳۶۶۷°غربی |
| Oxbow                | فرودگاه آکسبو                                                               |        | CJW2         |      | ۴۹°۱۴′۰۰″ شمالی ۱۰۲°۰۹′۰۰″ غربی / ۴۹٫۲۳۳۳۳°شمالی ۱۰۲٫۱۵۰۰۰°غربی |
| Pangman              | فرودگاه پانگمان                                                             |        | CKC9         |      | ۴۹°۳۸′۴۷″ شمالی ۱۰۴°۳۹′۵۶″ غربی / ۴۹٫۶۴۶۳۹°شمالی ۱۰۴٫۶۶۵۵۶°غربی |
| Patuanak             | فرودگاه پاتوئاناک                                                           |        | CKB2         |      | ۵۵°۵۴′۰۰″ شمالی ۱۰۷°۴۳′۱۴″ غربی / ۵۵٫۹۰۰۰۰°شمالی ۱۰۷٫۷۲۰۵۶°غربی |
| Pelican Narrows      | فرودگاه پلیکان نروز                                                         |        | CJW4         |      | ۵۵°۱۷′۱۳″ شمالی ۱۰۲°۴۴′۵۹″ غربی / ۵۵٫۲۸۶۹۴°شمالی ۱۰۲٫۷۴۹۷۲°غربی |
| Pelican Narrows      | فرودگاه آبی پلیکان نروز                                                     |        | CKE4         |      | ۵۵°۱۰′۰۰″ شمالی ۱۰۲°۵۶′۰۰″ غربی / ۵۵٫۱۶۶۶۷°شمالی ۱۰۲٫۹۳۳۳۳°غربی |
| Pilot Butte          | فرودگاه پیلوت بات                                                           |        | CPB5         |      | ۵۰°۲۷′۴۰″ شمالی ۱۰۴°۲۵′۵۰″ غربی / ۵۰٫۴۶۱۱۱°شمالی ۱۰۴٫۴۳۰۵۶°غربی |
| Pinehouse Lake       | فرودگاه پاین هاوس لیک                                                       | CZPO   |              |      | ۵۵°۳۱′۴۱″ شمالی ۱۰۶°۳۴′۵۶″ غربی / ۵۵٫۵۲۸۰۶°شمالی ۱۰۶٫۵۸۲۲۲°غربی |
| Points North Landing | فرودگاه پوینتس نورث لندینگ                                                  | CYNL   |              | YNL  | ۵۸°۱۶′۳۶″ شمالی ۱۰۴°۰۴′۵۷″ غربی / ۵۸٫۲۷۶۶۷°شمالی ۱۰۴٫۰۸۲۵۰°غربی |
| Points North Landing | فرودگاه آبی پوینتس نورث لندینگ                                              |        | CKC2         |      | ۵۸°۱۶′۰۰″ شمالی ۱۰۴°۰۵′۰۰″ غربی / ۵۸٫۲۶۶۶۷°شمالی ۱۰۴٫۰۸۳۳۳°غربی |
| Porcupine Plain      | فرودگاه پرکیوپاین پلین                                                      |        | CKD2         |      | ۵۲°۳۷′۱۱″ شمالی ۱۰۳°۱۴′۵۲″ غربی / ۵۲٫۶۱۹۷۲°شمالی ۱۰۳٫۲۴۷۷۸°غربی |
| Poverty Valley       | فرودگاه پوورتی والی                                                         |        | CPV9         |      | ۵۰°۰۲′۲۰″ شمالی ۱۰۷°۱۵′۲۲″ غربی / ۵۰٫۰۳۸۸۹°شمالی ۱۰۷٫۲۵۶۱۱°غربی |
| Preeceville          | فرودگاه پریسویل                                                             |        | CJK9         |      | ۵۱°۵۷′۰۰″ شمالی ۱۰۲°۳۹′۰۰″ غربی / ۵۱٫۹۵۰۰۰°شمالی ۱۰۲٫۶۵۰۰۰°غربی |
| Prince Albert        | فرودگاه پرینس آلبرت                                                         | CYPA   |              | YPA  | ۵۳°۱۲′۵۱″ شمالی ۱۰۵°۴۰′۲۲″ غربی / ۵۳٫۲۱۴۱۷°شمالی ۱۰۵٫۶۷۲۷۸°غربی |
| Quill Lake           | فرودگاه کویل لیک                                                            |        | CKE2         |      | ۵۲°۰۴′۰۰″ شمالی ۱۰۴°۱۶′۰۰″ غربی / ۵۲٫۰۶۶۶۷°شمالی ۱۰۴٫۲۶۶۶۷°غربی |
| Radisson             | فرودگاه رادیسون                                                             |        | CJL9         |      | ۵۲°۲۷′۴۷″ شمالی ۱۰۷°۲۲′۳۸″ غربی / ۵۲٫۴۶۳۰۶°شمالی ۱۰۷٫۳۷۷۲۲°غربی |
| Radville             | فرودگاه رادویل                                                              |        | CKF2         |      | ۴۹°۲۷′۳۸″ شمالی ۱۰۴°۱۶′۱۸″ غربی / ۴۹٫۴۶۰۵۶°شمالی ۱۰۴٫۲۷۱۶۷°غربی |
| رجاینا               | Regina/Aerogate Aerodrome                                                   |        | CAG2         |      | ۵۰°۳۵′۵۲″ شمالی ۱۰۴°۳۶′۰۴″ غربی / ۵۰٫۵۹۷۷۸°شمالی ۱۰۴٫۶۰۱۱۱°غربی |
| Regina Beach         | فرودگاه رجاینا بیچ                                                          |        | CKL9         |      | ۵۰°۴۵′۱۰″ شمالی ۱۰۴°۵۸′۴۵″ غربی / ۵۰٫۷۵۲۷۸°شمالی ۱۰۴٫۹۷۹۱۷°غربی |
| رجاینا               | فرودگاه بین‌المللی رجاینا                                                    | CYQR   |              | YQR  | ۵۰°۲۵′۵۵″ شمالی ۱۰۴°۳۹′۵۷″ غربی / ۵۰٫۴۳۱۹۴°شمالی ۱۰۴٫۶۶۵۸۳°غربی |
| Reindeer Lake        | Reindeer Lake/Lindbergh Lodge Aerodrome                                     |        | CRL7         |      | ۵۷°۱۷′۱۷″ شمالی ۱۰۲°۳۱′۳۰″ غربی / ۵۷٫۲۸۸۰۶°شمالی ۱۰۲٫۵۲۵۰۰°غربی |
| Rocanville           | فرودگاه روکانویل                                                            |        | CKH2         |      | ۵۰°۲۷′۵۳″ شمالی ۱۰۱°۳۳′۱۶″ غربی / ۵۰٫۴۶۴۷۲°شمالی ۱۰۱٫۵۵۴۴۴°غربی |
| Rockglen             | فرودگاه راکگلن                                                              |        | CKC7         |      | ۴۹°۱۰′۰۰″ شمالی ۱۰۵°۵۶′۰۰″ غربی / ۴۹٫۱۶۶۶۷°شمالی ۱۰۵٫۹۳۳۳۳°غربی |
| Rosetown             | فرودگاه رستون                                                               |        | CJX4         |      | ۵۱°۳۳′۵۲″ شمالی ۱۰۷°۵۵′۰۶″ غربی / ۵۱٫۵۶۴۴۴°شمالی ۱۰۷٫۹۱۸۳۳°غربی |
| Sandy Bay            | فرودگاه سندی بای                                                            |        | CJY4         |      | ۵۵°۳۲′۴۴″ شمالی ۱۰۲°۱۶′۱۹″ غربی / ۵۵٫۵۴۵۵۶°شمالی ۱۰۲٫۲۷۱۹۴°غربی |
| Sandy Bay            | فرودگاه سندی بای واتر                                                       |        | CKB5         |      | ۵۵°۳۱′۰۰″ شمالی ۱۰۲°۱۹′۰۰″ غربی / ۵۵٫۵۱۶۶۷°شمالی ۱۰۲٫۳۱۶۶۷°غربی |
| ساسکاتون             | فرودگاه سسکتون/کرمن                                                         |        | CJN5         |      | ۵۲°۰۰′۰۲″ شمالی ۱۰۶°۲۷′۴۵″ غربی / ۵۲٫۰۰۰۵۶°شمالی ۱۰۶٫۴۶۲۵۰°غربی |
| ساسکاتون             | فرودگاه بین‌المللی ساسکاتون جان گ. دیفنبکر (Saskatoon International Airport) | CYXE   |              | YXE  | ۵۲°۱۰′۱۵″ شمالی ۱۰۶°۴۱′۵۹″ غربی / ۵۲٫۱۷۰۸۳°شمالی ۱۰۶٫۶۹۹۷۲°غربی |
| Shaunavon            | فرودگاه شونون                                                               |        | CJC5         |      | ۴۹°۳۹′۲۹″ شمالی ۱۰۸°۲۴′۲۳″ غربی / ۴۹٫۶۵۸۰۶°شمالی ۱۰۸٫۴۰۶۳۹°غربی |
| Shellbrook           | فرودگاه شل‌بروک                                                              |        | CJZ4         |      | ۵۳°۱۳′۴۲″ شمالی ۱۰۶°۲۱′۴۷″ غربی / ۵۳٫۲۲۸۳۳°شمالی ۱۰۶٫۳۶۳۰۶°غربی |
| Southend             | فرودگاه سوتند                                                               |        | CKA9         |      | ۵۶°۲۰′۱۴″ شمالی ۱۰۳°۱۷′۳۶″ غربی / ۵۶٫۳۳۷۲۲°شمالی ۱۰۳٫۲۹۳۳۳°غربی |
| Southend             | فرودگاه سوتند واتر                                                          |        | CKP5         |      | ۵۶°۲۰′۰۰″ شمالی ۱۰۳°۱۷′۰۰″ غربی / ۵۶٫۳۳۳۳۳°شمالی ۱۰۳٫۲۸۳۳۳°غربی |
| Spiritwood           | فرودگاه اسپریتوود                                                           |        | CKH7         |      | ۵۳°۲۱′۴۸″ شمالی ۱۰۷°۳۲′۵۴″ غربی / ۵۳٫۳۶۳۳۳°شمالی ۱۰۷٫۵۴۸۳۳°غربی |
| Spiritwood           | فرودگاه اسپریتوود/ اچ و ام فست فارمز                                        |        | CHM2         |      | ۵۳°۱۶′۳۰″ شمالی ۱۰۷°۳۴′۱۳″ غربی / ۵۳٫۲۷۵۰۰°شمالی ۱۰۷٫۵۷۰۲۸°غربی |
| Spring Valley        | فرودگاه اسپرینگ ولی (شمال)                                                  |        | CKP2         |      | ۵۰°۰۳′۳۶″ شمالی ۱۰۵°۲۴′۰۷″ غربی / ۵۰٫۰۶۰۰۰°شمالی ۱۰۵٫۴۰۱۹۴°غربی |
| Squaw Rapids         | فرودگاه اسکوا رپیدز                                                         |        | CKQ2         |      | ۵۳°۴۰′۴۳″ شمالی ۱۰۳°۲۱′۰۰″ غربی / ۵۳٫۶۷۸۶۱°شمالی ۱۰۳٫۳۵۰۰۰°غربی |
| St. Brieux           | فرودگاه سنت برویکس                                                          |        | CKK2         |      | ۵۲°۳۹′۰۰″ شمالی ۱۰۴°۵۲′۰۰″ غربی / ۵۲٫۶۵۰۰۰°شمالی ۱۰۴٫۸۶۶۶۷°غربی |
| Stony Rapids         | فرودگاه استونی رپیدز                                                        | CYSF   |              | YSF  | ۵۹°۱۵′۰۱″ شمالی ۱۰۵°۵۰′۲۹″ غربی / ۵۹٫۲۵۰۲۸°شمالی ۱۰۵٫۸۴۱۳۹°غربی |
| Stony Rapids         | فرودگاه آبی استونی رپیدز                                                    |        | CKW5         |      | ۵۹°۱۵′۳۶″ شمالی ۱۰۵°۴۹′۵۲″ غربی / ۵۹٫۲۶۰۰۰°شمالی ۱۰۵٫۸۳۱۱۱°غربی |
| سویفت کارنت          | فرودگاه شیفت کرنت                                                           | CYYN   |              | YYN  | ۵۰°۱۷′۳۱″ شمالی ۱۰۷°۴۱′۲۶″ غربی / ۵۰٫۲۹۱۹۴°شمالی ۱۰۷٫۶۹۰۵۶°غربی |
| Tisdale              | فرودگاه تیزدیل                                                              |        | CJY3         | YTT  | ۵۲°۵۰′۱۲″ شمالی ۱۰۴°۰۴′۰۰″ غربی / ۵۲٫۸۳۶۶۷°شمالی ۱۰۴٫۰۶۶۶۷°غربی |
| Unity                | فرودگاه یونیتی                                                              |        | CKE8         |      | ۵۲°۲۶′۴۵″ شمالی ۱۰۹°۱۱′۰۷″ غربی / ۵۲٫۴۴۵۸۳°شمالی ۱۰۹٫۱۸۵۲۸°غربی |
| Uranium City         | فرودگاه شهر اورانیوم                                                        | CYBE   |              | YBE  | ۵۹°۳۳′۴۱″ شمالی ۱۰۸°۲۸′۵۳″ غربی / ۵۹٫۵۶۱۳۹°شمالی ۱۰۸٫۴۸۱۳۹°غربی |
| Uranium City         | فرودگاه آبی شهر اورانیوم                                                    |        | CKG6         |      | ۵۹°۳۴′۰۰″ شمالی ۱۰۸°۳۶′۰۰″ غربی / ۵۹٫۵۶۶۶۷°شمالی ۱۰۸٫۶۰۰۰۰°غربی |
| Wadena               | فرودگاه وادنا                                                               |        | CKS7         |      | ۵۱°۵۶′۰۰″ شمالی ۱۰۳°۵۰′۰۰″ غربی / ۵۱٫۹۳۳۳۳°شمالی ۱۰۳٫۸۳۳۳۳°غربی |
| Wakaw                | فرودگاه واکاو                                                               |        | CKT7         |      | ۵۲°۳۹′۰۰″ شمالی ۱۰۵°۴۶′۰۰″ غربی / ۵۲٫۶۵۰۰۰°شمالی ۱۰۵٫۷۶۶۶۷°غربی |
| Watrous              | فرودگاه واتروس                                                              |        | CKU7         |      | ۵۱°۴۱′۰۷″ شمالی ۱۰۵°۲۲′۱۲″ غربی / ۵۱٫۶۸۵۲۸°شمالی ۱۰۵٫۳۷۰۰۰°غربی |
| Wawota               | فرودگاه واوتا                                                               |        | CKV7         |      | ۴۹°۵۴′۰۰″ شمالی ۱۰۲°۰۲′۰۰″ غربی / ۴۹٫۹۰۰۰۰°شمالی ۱۰۲٫۰۳۳۳۳°غربی |
| West Poplar          | فرودگاه وست پاپلار                                                          |        | CJF5         |      | ۴۹°۰۰′۰۰″ شمالی ۱۰۶°۲۳′۰۰″ غربی / ۴۹٫۰۰۰۰۰°شمالی ۱۰۶٫۳۸۳۳۳°غربی |
| Weyburn              | فرودگاه ویبرن                                                               |        | CJE3         |      | ۴۹°۴۱′۵۱″ شمالی ۱۰۳°۴۸′۰۳″ غربی / ۴۹٫۶۹۷۵۰°شمالی ۱۰۳٫۸۰۰۸۳°غربی |
| White City           | فرودگاه وایت سیتی (ردومسکی)                                                 |        | CWC1         |      | ۵۰°۲۶′۲۳″ شمالی ۱۰۴°۱۸′۲۳″ غربی / ۵۰٫۴۳۹۷۲°شمالی ۱۰۴٫۳۰۶۳۹°غربی |
| Whitewood            | فرودگاه وایت‌هود                                                             |        | CKY2         |      | ۵۰°۲۰′۰۰″ شمالی ۱۰۲°۱۶′۰۰″ غربی / ۵۰٫۳۳۳۳۳°شمالی ۱۰۲٫۲۶۶۶۷°غربی |
| Wollaston Lake       | فرودگاه وولاستون لیک                                                        | CZWL   |              | ZWL  | ۵۸°۰۶′۲۵″ شمالی ۱۰۳°۱۰′۲۰″ غربی / ۵۸٫۱۰۶۹۴°شمالی ۱۰۳٫۱۷۲۲۲°غربی |
| Wynyard              | فرودگاه وینیارد/فرودگاه صحرایی و. ب. نیدهام                                 | CYYO   |              |      | ۵۱°۴۸′۳۳″ شمالی ۱۰۴°۱۰′۰۹″ غربی / ۵۱٫۸۰۹۱۷°شمالی ۱۰۴٫۱۶۹۱۷°غربی |
| یورکتون              | فرودگاه شهری یورکتن                                                         | CYQV   |              | YQV  | ۵۱°۱۵′۵۳″ شمالی ۱۰۲°۲۷′۴۲″ غربی / ۵۱٫۲۶۴۷۲°شمالی ۱۰۲٫۴۶۱۶۷°غربی |

- Airports names marked in bold are part of the National Airports System (Canada)
- Alternate names are shown in parentheses 

## فرودگاه‌های ازبین‌رفته
| مکان          | نام فرودگاه                 | ایکائو | TC موقعیت‌یاب | یاتا | مختصات                                                          |
| ------------- | --------------------------- | ------ | ------------ | ---- | --------------------------------------------------------------- |
| Beechy        | فرودگاه بیچ                 |        | CJH7         |      | ۵۰°۵۰′۰۰″ شمالی ۱۰۷°۲۲′۲۰″ غربی / ۵۰٫۸۳۳۳۳°شمالی ۱۰۷٫۳۷۲۲۲°غربی |
| Buttress      | Buttress Airfield           |        |              |      | ۵۰°۱۴′۱۰″ شمالی ۱۰۵°۳۲′۵۱″ غربی / ۵۰٫۲۳۶۱۱°شمالی ۱۰۵٫۵۴۷۵۰°غربی |
| Cudworth      | فرودگاه کادوورث             |        | CKS3         |      | ۵۲°۲۹′۱۷″ شمالی ۱۰۵°۴۵′۵۰″ غربی / ۵۲٫۴۸۸۰۶°شمالی ۱۰۵٫۷۶۳۸۹°غربی |
| Dafoe         | RCAF Station Dafoe          |        |              |      | ۵۱°۵۵′۵۸″ شمالی ۱۰۴°۳۴′۰۱″ غربی / ۵۱٫۹۳۲۷۸°شمالی ۱۰۴٫۵۶۶۹۴°غربی |
| Estevan       | فرودگاه استوان\بریانت       |        | CKS6         |      | ۴۹°۲۴′۳۶″ شمالی ۱۰۳°۰۸′۳۷″ غربی / ۴۹٫۴۱۰۰۰°شمالی ۱۰۳٫۱۴۳۶۱°غربی |
| Hamlin        | فرودگاه نورث بتلفورد/هاملین |        | CJD4         |      | ۵۲°۵۲′۴۸″ شمالی ۱۰۸°۱۷′۱۹″ غربی / ۵۲٫۸۸۰۰۰°شمالی ۱۰۸٫۲۸۸۶۱°غربی |
| Gainsborough  | فرودگاه گینزبراو            |        | CKY6         |      | ۴۹°۱۱′۰۰″ شمالی ۱۰۱°۲۶′۰۰″ غربی / ۴۹٫۱۸۳۳۳°شمالی ۱۰۱٫۴۳۳۳۳°غربی |
| Hidden Bay    | فرودگاه خلیج هیدن           |        | CKL4         |      | ۵۸°۰۸′۰۰″ شمالی ۱۰۳°۴۷′۰۰″ غربی / ۵۸٫۱۳۳۳۳°شمالی ۱۰۳٫۷۸۳۳۳°غربی |
| Lumsden       | فرودگاه لومزدن (متز)        |        | CKR5         |      | ۵۰°۴۳′۰۲″ شمالی ۱۰۴°۵۸′۱۰″ غربی / ۵۰٫۷۱۷۲۲°شمالی ۱۰۴٫۹۶۹۴۴°غربی |
| Naicam        | فرودگاه نیکم                |        | CJR9         |      | ۵۲°۲۴′۴۱″ شمالی ۱۰۴°۲۹′۰۲″ غربی / ۵۲٫۴۱۱۳۹°شمالی ۱۰۴٫۴۸۳۸۹°غربی |
| Paradise Hill | فرودگاه پارادایس هیل        |        | CJE6         |      | ۵۳°۳۲′۰۷″ شمالی ۱۰۹°۲۶′۰۲″ غربی / ۵۳٫۵۳۵۲۸°شمالی ۱۰۹٫۴۳۳۸۹°غربی |
| Redvers       | فرودگاه ردورس               |        | CKA7         |      | ۴۹°۳۴′۵۰″ شمالی ۱۰۱°۴۰′۴۳″ غربی / ۴۹٫۵۸۰۵۶°شمالی ۱۰۱٫۶۷۸۶۱°غربی |
| Wilkie        | فرودگاه ویلکی               |        | CKW7         |      | ۵۲°۲۴′۱۱″ شمالی ۱۰۸°۴۳′۱۱″ غربی / ۵۲٫۴۰۳۰۶°شمالی ۱۰۸٫۷۱۹۷۲°غربی |
| Willow Bunch  | فرودگاه ویلو بانچ           |        | CKZ2         |      | ۴۹°۲۴′۰۰″ شمالی ۱۰۵°۴۰′۰۰″ غربی / ۴۹٫۴۰۰۰۰°شمالی ۱۰۵٫۶۶۶۶۷°غربی |